# 1-й Криворожский революционный полк
1-й Криворожский революционный полк — воинское формирование периода Гражданской войны.

## История
Образован в марте 1918 года в местечке Кривой Рог из красногвардейских отрядов Гданцевского чугунолитейного завода, станции Долгинцево, Дубовобалковского (ком. Игнатьев), Шмаковского, Галковского и других рудников для борьбы против немецко-австрийской оккупации. Состоял из 1600 стрелков, 100 кавалеристов, 100 медиков и команды 8 пулемётов.
В конце марта 1918 года полк участвовал в боях с немецко-австрийскими войсками под Пятихатками, у станции Долинской, в окрестностях Кривого Рога. Во время отхода из Кривого Рога насчитывалось 1226 пехотинцев, конников и артиллеристов, имевших на вооружении винтовки, 12 орудий, 30 пулемётов.
Войдя в состав 1-й революционной армии, полк с боями пробивался через Никополь, Александровск, Волноваху на Царицын. Понёс большие потери на Дону, оставшиеся 200 бойцов полка влились в Царицыно в Первый Луганский революционный полк.

## Характеристика
Командир полка — рабочий-металлист Гданцевского чугунолитейного завода, большевик Роберт Зорте, комиссар — Василий Валявко, начальник боевых поставок — Степан Тынок, председатель полкового комитета — Иван Юхневич.